# Sudajaya Girang
Sudajaya Girang is een bestuurslaag in het regentschap Sukabumi van de provincie West-Java, Indonesië. Sudajaya Girang telt 7333 inwoners (volkstelling 2010).